# Шульгин, Александр Николаевич
Александр Николаевич Шульгин (1836—1911) — генерал от инфантерии, герой русско-турецкой войны 1877—1878 годов.

## Биография
Родился 17 августа 1836 года, образование получил в Полоцком кадетском корпусе и Дворянском полку, откуда был выпущен 17 июня 1854 года прапорщиком в лейб-гвардии Волынский полк, однако в полк не прибыл, поскольку был прикомандирован к Михайловской артиллерийской академии для продолжения образования; 17 июня 1855 года произведён в подпоручики.
После артиллерийской академии Шульгин прошёл курс наук в Николаевской академии Генерального штаба и в 1860 году был выпущен из неё по 2-му разряду. Продолжая службу в гвардии, он последовательно получил чины поручика (23 апреля 1861 года) и штабс-капитана (19 мая 1863 года), в 1862 году назначен старшим адъютантом при дежурном генерале Главного штаба. 2 февраля 1865 года Шульгин был произведён в капитаны с причислением к Генеральному штабу и назначением состоять при Военно-учёном комитете.
16 апреля 1867 года произведён в подполковники и в 1868 году назначен старшим адъютантом при штабе Финляндского военного округа. 17 апреля 1870 года Шульгин получил чин полковника и 9 марта 1871 года был назначен начальником штаба 1-й кавалерийской дивизии.
С 23 апреля 1876 года Шульгин командовал 69-м пехотным Рязанским полком, во главе которого в 1877—1878 годах сражался с турками на Балканах. Блестяще проявил себя в ночном бою с 9 на 10 июня после переправы через Дунай, за что получил орден св. Владимира 3-й степени с мечами. Далее он отличился при обороне балканских перевалов, при переходе через Балканы его отряд занял Твардицкий перевал, расчистив себе путь через глубокий снег, исправив разрушенный турками мост и разобрав засеки на протяжении 2 вёрст. За отличия во время русско-турецкой войны он также был удостоен золотой сабли с надписью «За храбрость».
25 октября 1884 года Шульгин был произведён в генерал-майоры, через месяц, 27 ноября, был назначен командиром лейб-гвардии Кексгольмского полка, 13 июля следующего года занял должность помощника начальника штаба Варшавского военного округа и с 26 июля 1887 года был начальником штаба этого округа.
11 октября 1892 года назначен командиром 48-й пехотной резервной бригады, 16 августа 1894 года получил в командование 36-ю пехотную дивизию, 14 ноября того же года произведён в генерал-лейтенанты и 16 января 1901 года с производством в генералы от инфантерии уволен в отставку.
А. Н. Орлов умер в феврале 1906 года, его похороны состоялись в городе Орле 18 февраля 1906 года.

## Научная и литературная деятельность
Кроме изложенной служебной деятельности, Шульгин читал лекции по механике и начертательной геометрии в Морском инженерном училище, был профессором начертательной геометрии в Морской академии. Им было составлено руководство теоретической и практической механики и написано несколько брошюр, из которых выделяются:
- Исторический очерк участия 69-го пехотного Рязанского полка в войне 1877—1878 гг.
- Крепостная охранительная служба.
- Памятная записка для строевых занятий пехоты.

После выхода в отставку был избран (13.03.1902) председателем Орловской губернской учёной архивной комиссии.

## Награды
Среди прочих наград Шульгин имел ордена:
- Орден Святого Станислава 3-й степени (1864 год)
- Орден Святого Станислава 2-й степени (1869 год)
- Орден Святой Анны 2-й степени (1874 год)
- Орден Святого Владимира 3-й степени с мечами (1877 год)
- Золотая сабля с надписью «За храбрость» (18 марта 1879 года)
- Орден Святого Станислава 1-й степени (1888 год)
- Орден Святой Анны 1-й степени (1891 год)
- Орден Святого Владимира 2-й степени (14 мая 1896 года)